# João de Ribera
São João de Ribera (em castelhano:  San Juan de Ribera) foi um Arcebispo católico de Valência, na Espanha. Foi beatificado em 1796 pelo Papa Pio VI e declarado santo por João XXIII em 12 de junho de 1960.

## História
Nasceu em Sevilha, de família cristã e ascendência nobre; seu pai, Afán de Ribera, era Vice-rei de Nápoles. Se tornou órfão de mãe ainda criança, crescendo sem o amor materno. Com religiosidade forte desde criança, foi estudar Direito Canônico, ciências humanas e arte na Universidade de Salamanca. Quando tinha 30 anos, o Papa Pio IV nomeou-o Bispo de Badajoz. Ali se dedicou com toda sua força ao ensino, e lutou contra os movimentos protestantes.
Para atender os fiéis, ele lhes pregava o Evangelho com palavras simples; ensinava as crianças a doutrina cristã nas ruas, ouvia as confissões na Igreja, e costumava levar o Santo Viático para os moribundos.
Participou do final do Concílio de Trento, e tornou-se lá amigo de São Carlos Borromeu.

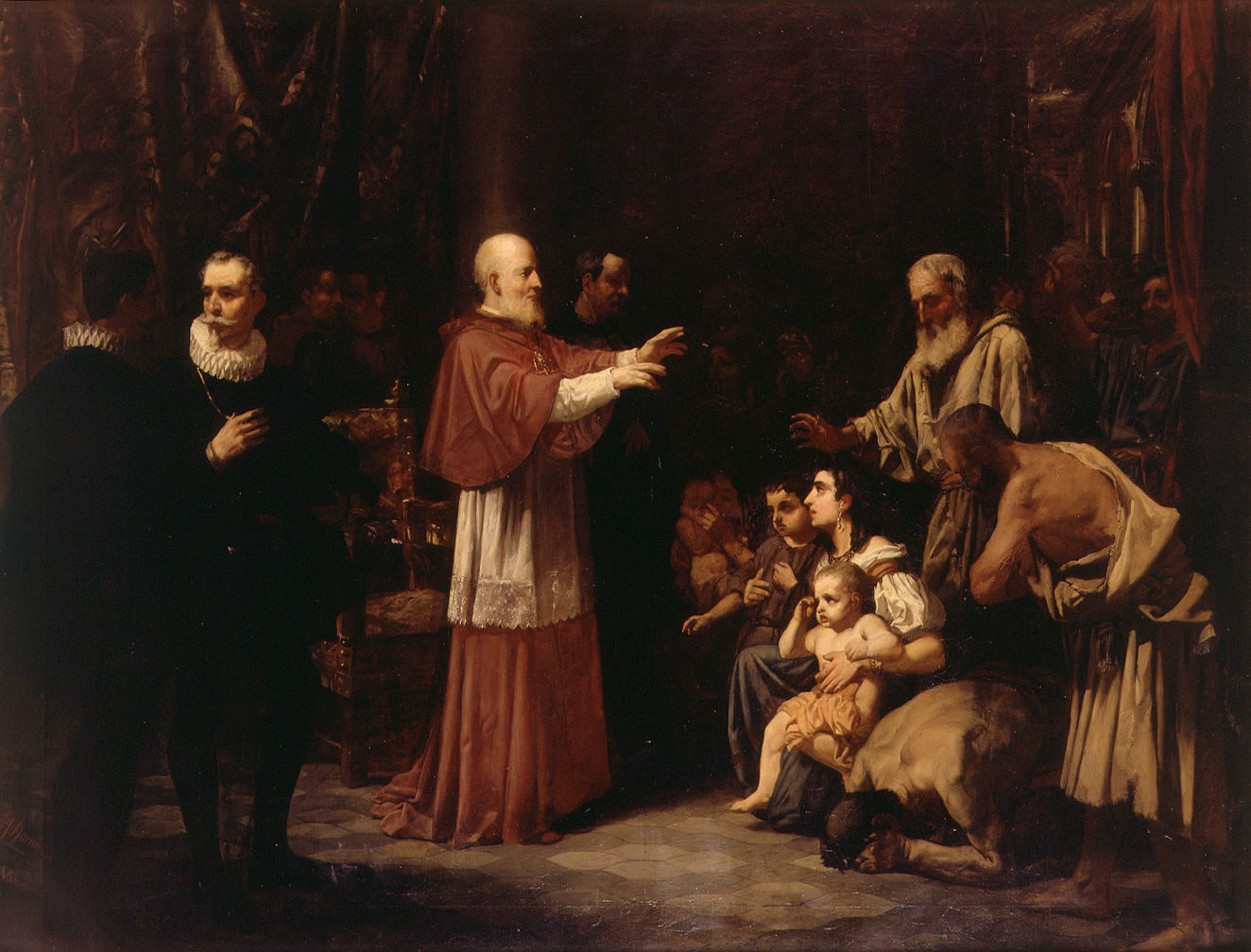
São João de Ribera na Expulsão dos Mouriscos por Francisco Domingo Marqués, Museu de Bellas Artes, Valencia.

Foi nomeado Arcebispo de Valência. O Rei espanhol o nomeou Vice-rei de Valência e assim chegou a ser chefe religioso e chefe civil, ao mesmo tempo. Utilizou sua posição e influência para ser um dos principais impulsores da expulsão dos mouriscos em 1609.
Criou e fundou o Real Colégio de Corpus Christi, conhecido entre os valencianos com o nome de Patriarca. Tinha como principal missão a formação de sacerdotes segundo as disposições do Concílio de Trento, tornando-se assim um exemplo de Contra-Reforma Protestante em Valência. As virtudes de São João o fizeram uma das figuras mais influentes daquele período, chegando a ostentar os títulos de Arcebispo de Valência, Patriarca latino de Antioquia, Vice-Rei, capitão geral, presidente da Assembléia e chanceler da Universidade.
São Pio V, o promotor da Contra-Reforma, o chamou de Lumen totius Hispaniae (Luz de toda a Espanha).
Próximo da morte, foram lhe dados os sacramentos conforme pede a Igreja Católica, e trouxeram-lhe o Santo Viático. Quando São João viu o Viático, jogou-se da cama e realizou uma ardente profissão de Fé Católica.
Escreveu numerosas obras, entre as quais se destaca o Manuale valentinum (1592). São João de Ribera escreveu um "Catecismo para Mouros Recém-convertidos" onde faz uma grande apologética contra os ensinamentos do islamismo em defesa da Fé Católica.